# Setmana Santa a Torrent

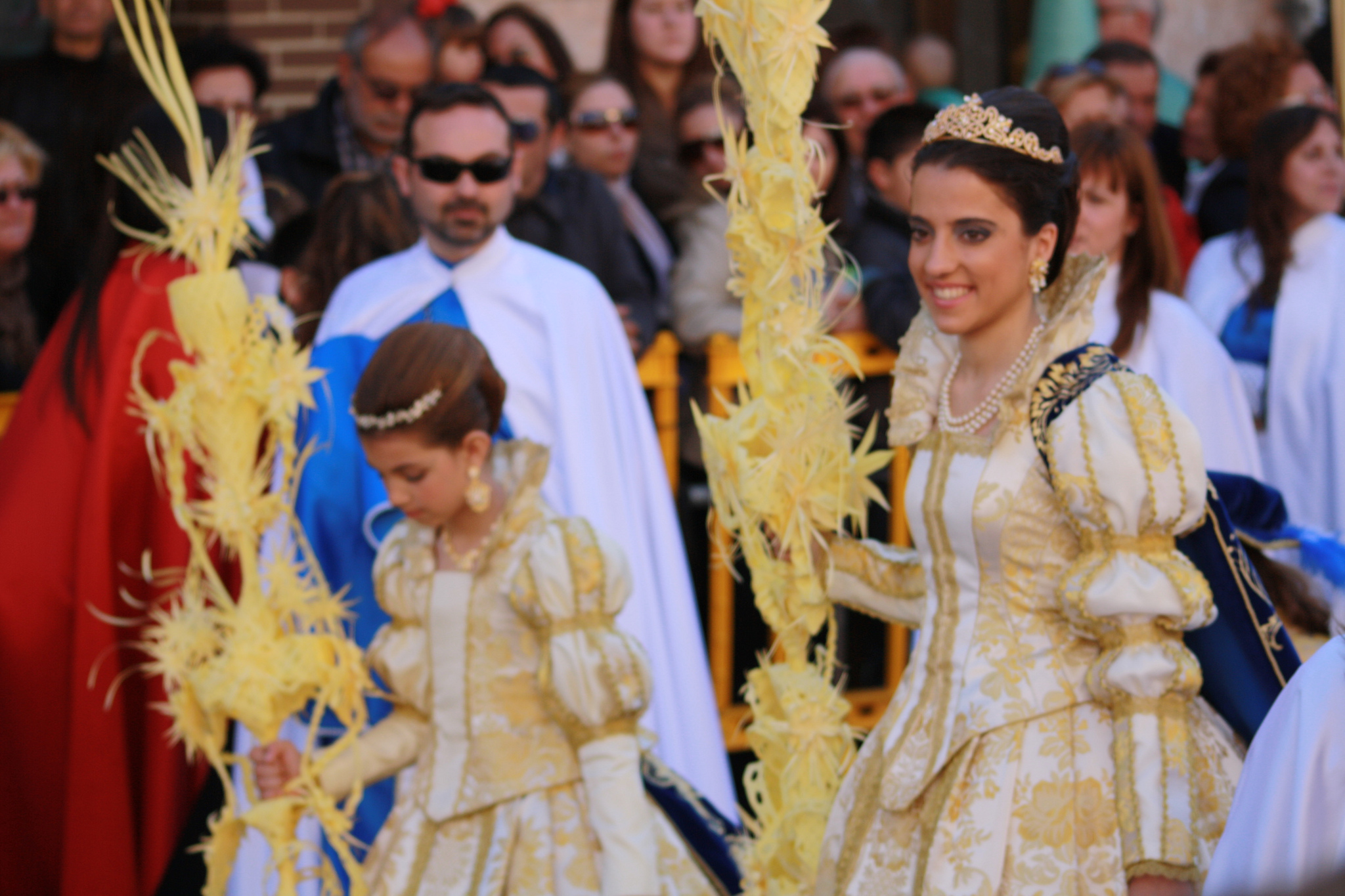
Reina de la Trobada Gloriosa.

La Setmana Santa de Torrent se celebra des de fa més de cent anys a Torrent (L'Horta Oest), i ressalta principalment per elements com la Reina de la Trobada.
A més de les festes majors, destaquen les festes de Setmana Santa, durant les quals es poden contemplar nombroses tradicions exclusives d'aquesta ciutat.
La culminació de totes les celebracions de la nostra Setmana Santa té lloc el Diumenge de Glòria, dia en què la cristiandat sencera rememora la resurrecció de Jesucrist.
Les primeres notícies que es posseeixen sobre aquesta commemoració festiva són de principis del segle xvii.
Per ordre rotatori, ix la Reina cada any d'una germandat diferent. El significat d'aquesta representació posseeix dos caràcters. D'una banda, per a les autoritats eclesiàstiques té el sentit d'"un àngel" que anuncia davant de la Mare de Déu la Resurrecció del Salvador; d'altra, té un sentit històric, ja que es veu en aquesta figura la representació fidedigna de la Virreina de València Donya Germana de Foix, que en alguna ocasió al segle xvii presidia aquesta celebració i va estipular que tots els anys una donzella torrentina fes la funció de reina en aquest acte. De fet, en l'actualitat la reina ix davant de la Mare de Déu de Mont Sió portant l'estendard de l'"Al·leluia" acompanyada per dues cambreres i els patges que s'encarreguen d'ajudar-li a portar la capa, mentre que el sacerdot que va darrere de Jesús Ressuscitat porta la palma. Al moment de la trobada, s'intercanvien tots dos objectes i es col·loca l'estendard a la mà de la imatge del Crist Ressuscitat, mentre la reina pren la palma fins a l'església de l'Assumpció de la Ntra. Sra. on se celebra la missa de la Resurrecció.
Cal assenyalar en aquest dia de Resurrecció el muntatge enmig de la plaça de l'anomenada “carxofa”, de l'existència de la qual es té constància des de la meitat del segle XX i en l'interior del qual, al moment de la trobada, es desprenen nombrosos paperets que, de diferents colors, contenen els anomenats al·leluies, composicions en forma de poesia que en to satíric denuncien fets o personatges de la població, o que lloen les excel·lències juvenils de la reina i de les seues cambreres. En el seu interior també solien col·locar-se alguns coloms i ocells que, en obrir-se aquesta, eixien volant.

## Germandats de Torrent
- Germandat del Sant Sopar i Cavallers del Sant Calze[6]
- Germandat de l'Oració de l'Hort[7]
- Germandat de la Captura de Jesús[8]
- Germandat Les Negacions de Pere[9]
- Molt Il·lustre Germandat de Jesús davant el Sanedrí[10]
- Germandat de la Flagel·lació del Senyor[11]
- Germandat de l'Ecce-Homo[12]
- Germandat de Jesús de Medinaceli[13]
- Germandat de Jesús Natzarè i Simó de Cirene[14]
- Germandat de la Santa Faç[15]
- Germandat de la Crucifixió de Jesús[16]
- Germandat dels Set Paraules i el Crist del Perdó[17]
- Germandat del Diví Costat de Crist[18]
- Germandat del Santíssim Crist de la Bona Mort[19]
- Molt Il·lustre Germandat del Davallament de la Creu, Santa Maria del Testimoni i Sant Joan[20]
- Germandat de la Vera Creu i Crist Ressuscitat[21]
- Germandat del Sant Sepulcre[22]
- Molt Il·lustre Germandat de la Mare de Déu dels Dolors[23]

## Processons

### Diumenge de Rams
Aquest dia és el començament de la Setmana Santa, totes les Germandats de Torrent es concentren cada any en una de les diferents Parròquies. Cada vegada li correspon a una de diferent on se celebra la Benedicció d'Oliveres i Palmes, i seguidament comença la processó fins a altra de les Parròquies on se celebra l'Eucaristia. El festeig fins a la següent Parròquia es divideix en dues parts: Unes Germandats van per un recorregut acompanyant els Germans Majors i d'altres, al Pas de l'Entrada Triomfal de Jesús a Jerusalem (Germandat de la Santa Faç i també a la Reina de la Trobada i Àngel de Resurrecció).

### Dilluns Sant
El Dilluns Sant és dia de diversos Viacrucis i de dos Trasllats: Al voltant les 21.30 les Germandats que tenen la seua seu canònica a la Parròquia de La nostra Senyora de Mont Sió: Captura de Jesús, Oració de l'Hort, Sant Sepulcre, Jesús Natzaré i Simó de Cirene i la Mare de Déu dels Dolors fan el seu ja tradicional Viacrucis pels carrers adjacents a la Parròquia de Mont Sió. Sobre la mateixa hora, en la part baixa de Torrent, fa el seu Viacrucis la Germandat de la Flagel·lació del Senyor des del Centre Mare de Déu dels Desemparats, portant únicament la imatge de Jesús lligat a la Columna a coll sense la resta d'imatges que conformen el pas processional pels carrers propers. El Viacrucis de la Germandat de Jesús de Medinaceli és l'última incorporació a aquest dia, que parteix del Temple de Sant Joan Bosco sobre les 22.00. Els tres Viacrucis acaben al mateix temple d'on van partir. Sobre les 22.00, inicien el seu trasllat processional les Germandats del Sant Sopar i Cavallers del Sant Calze amb el seu Pas del Sant Sopar i les Negacions de Pere amb els seus dos passos: El Sant Sopar recorre els carrers del Barri de Poble Nou des de Sant Josep fins al Museu de la Setmana Santa, i les Negacions de Pere recorre la part antiga des de Sant Lluís Beltran fins a la Parròquia de Mont Sió.

### Dimarts Sant
Sobre les 21.30 fa el seu trasllat processional una de les més antigues Germandats de Torrent, la del Santíssim Crist de la Bona Mort des de la Parròquia de l'Assumpció. A la mateixa hora, des de les Parròquies de Sant Lluís Beltran i La nostra Senyora de Mont Sió, fan el seu trasllat processional la Germandat de l'Ecce-Homo i la de les Tres Creus, organitzada aquesta última per les Germandats de El Diví Costat de Crist-Negacions de Pere-Vera Creu i Crist Ressuscitat. Sobre les 21.45 fa el seu trasllat processional la Germandat de la Flagel·lació del Senyor i des de la Parròquia del Bon Consell ix la Processó de les Set Paraules, organitzada per les Germandats de Jesús Natzaré i Simó de Cirene-Sant Sepulcre. A les 22.00 fa el seu trasllat processional la Germandat de la Crucifixió de Jesús des de la Parròquia de Sant Josep fins al Museu de Setmana Santa. Sobre les 22.15, la Germandat de la Mare de Déu dels Dolors fa el seu Acte Processional dels Set Dolors de la Mare de Déu des de la Parròquia de Mont Sió i ja, finalment a les 23.00, fa la seua Processó Penitencial la Germandat dels Set Paraules i el Crist del Perdó.

### Dimecres Sant
Des de la Parròquia de Sant Lluís Beltran fa la seua processó penitencial i representació vivent la Germandat de les Negacions de Pere al voltant de les 20.45. A les 21.00, des de la Plaça de la Llibertat, fa el seu Trasllat Processional la Germandat de Jesús de Medinaceli portat a coll i finalitza a la Parròquia de Mont Sió. A la mateixa hora, des de la Parròquia de l'Assumpció. fa el seu Trasllat Penitencial la Molt Il·lustre Germandat de Jesús davant el Senedrí l'anomenada "Processó dels Fanals", ja que tots els seus germans porten un fanal il·luminant aquesta processó (També cal destacar que és l'únic pas processional de tota la Setmana Santa Torrentina que ix a costal). A les 22.00, fan el seu Trasllat Processional la Germandat de la Santa Faç per fer la "Trobada de la Verònica", d'una banda ix el Pas de la "Santa Faç" (Jesús portant la Creu tirant de l'un Botxí ajudat pel Cirineu i escortat per un Romà) des de la Parròquia de Sant Lluís Beltran i des de la seu d'aquesta Germandat ix el pas de la Verònica on es troba a la Plaça del Bisbe Benlloch. Després de la trobada, els dos passos continuen una altra vegada en solitari fins a la Parròquia de La nostra Senyora de Mont Sió. A les 22.00 també fa el seu Viacrucis la Germandat del Davallament de la Creu, Santa Maria del Testimoni i Sant Joan des de la Parròquia de Sant Lluís Beltran amb el seu pas processional de "La Pietat" i des de la Plaça de la Llibertat faria el seu Trasllat i Representació de les Tres Caigudes de Crist la Germandat del Diví Costat de Crist. A les 23.30 fa el seu Trasllat Penitencial del Pas de la Germandat dels Set Paraules i el Crist del Perdó. Quan el Dimecres Sant arriba a la seua fi, els carrers de Torrent es "converteixen" en l'Hort de Getsemaní per rebre el Trasllat Processional de l'Oració de l'Hort anomenada aquesta Processó "De les Cadenes", que parteix a les 00.00 del Dijous Sant ja des de la residència del Germà Major i a les 00.15 des de la Parròquia de Mont Sió. Fa el seu Trasllat Processional la Germandat de la Captura de Jesús amb cants gregorians i el so de les saques de monedes que porten els germans d'aquesta Germandat en els seus bàculs recorden els 30 denaris pels quals va vendre Judes a Jesús.

### Dijous Sant
Des de la Parròquia de Sant Josep a les 20.30, els Germans del Sant Sopar i Cavallers del Sant Calze fan el seu Trasllat Penitencial del Pas del Sant Calze que sol ser acompanyat aquest per l'Ordre Catòlica del Tremp fins que finalitza al Museu de la Setmana Santa. A les 21.00 des de la Parròquia de l'Assumpció fa el seu Trasllat Penitencial la Germandat de l'Ecce-Homo fins a Sant Lluís Beltran i a les 21.15, des de la Parròquia de Mont Sió, fa el mateix la Germandat de Jesús Natzaré i Simó de Cirene que portaria el seu pas fins a l'Assumpció. La Germandat del Sant Sepulcre posa el seu misteri del Sant Enterrament des de la Parròquia de l'Assumpció a les 22.00 fins al Museu de Setmana Santa. A les 22.30, la Mare de Déu dels Dolors fa el seu Trasllat des de l'Assumpció fins a Mont Sió. Per acabar el Dijous Sant, la Germandat del Davallament de la Creu, Santa Maria del Testimoni i Sant Joan posa al carrer els seus dos passos processionals en l'anomenada processó "del Silenci".

### Divendres Sant
La Germandat de la Vera Creu i Crist Ressuscitat posa al carrer el seu pas processional de la Vera Creu a les 5.30 de la matinada des de la Parròquia de l'Assumpció i finalitza al Museu de Setmana Santa. És l'únic pas processional que desfila en la Matinada Torrentina. A les 9.00 del matí, des de les Parròquies de Mont Sió i de l'Assumpció, es posa en marxa la Processó de la "Trobada Dolorosa" des de Mont Sió ix La nostra Senyora dels Dolors i, des de l'Assumpció, el pas de Jesús Natzaré i Simó de Cirene, i després d'aquest, el Santíssim Crist de la Bona Mort. Els dos festejos són acompanyats per totes les germandats de Torrent. A les 12.00 del matí, des de la Plaça de la Llibertat, es posa al carrer la Germandat del Diví Costat de Crist, el pas de la qual finalitza al Museu de Setmana Santa. A la mateixa hora a la Plaça Major es fa la "Trencà de l'Hora" amb la Germandat dels Set Paraules i el Crist del Perdó. A les 20.00 comença des del Museu de Setmana Santa la Processó General del Sant Enterrament, una processó on totes les Germandats posen a tots els seus titulars al carrer (exceptuant els passos de Jesús entrant a Jerusalem, Crist Ressuscitat i La nostra Senyora de Mont Sió). En finalitzar la processó. únicament les imatges de Crist Jacent i La nostra Senyora dels Dolors entren dins de la parròquia per a la posterior adoració al Senyor Jacent.

### Diumenge de Resurrecció
Sobre les 9.00 comença la Processó des de la Parròquia de La nostra Senyora de Mont Sió. La imatge del mateix nom és portada pels germans de la Germandat de La nostra Senyora dels Dolors i davant d'aquesta, la Reina i Àngel de Resurrecció que cada any porta una Germandat i, des de la Parròquia de l'Assumpció, parteix la imatge de Crist Ressuscitat de la Germandat de la Vera Creu i Crist Ressuscitat, els dos acompanyats per la resta de Germandats de la Setmana Santa Torrentina. Quan la Mare de Déu de Mont Sió i Crist Ressuscitat es troben, tots els Germans de les diferents Germandats es descobreixen el rostre i les imatges són portades a la Parròquia de l'Assumpció per a l'Eucaristia. Després d'aquesta, totes les Germandats, per ordre cronològic, acompanyen la Mare de Déu fins a la Parròquia de Mont Sió, on la Reina de la Trobada realitza una acció de gràcies a la Mare de Déu.